# Daniela Stucan
Daniela Alejandra Stucan Figlomeni là một người mẫu thời trang và nữ hoàng sắc đẹp đến từ Argentina. Cô đăng quang Hoa hậu Trái Đất Argentina 2001 và trở thành đại diện của quốc gia này tại đấu trường Hoa hậu Trái Đất 2001. Cuộc thi do Tập đoàn Carousel Productions tổ chức với mục tiêu nâng cao các hoạt động bảo vệ môi trường sống. Cô đã giành được danh hiệu Hoa hậu Lửa (tức Á hậu 3 của cuộc thi).

## Hoa hậu Trái Đất 2001
Stucan đăng quang Hoa hậu Trái Đất Argentina 2001. Đêm chung kết Hoa hậu Trái Đất 2001 được tổ chức vào ngày 28 tháng 10 năm 2001 tại Nhà hátTrường Đại học Philippines ở Thành phố Quezon, Philippines.
Cuộc thi lấy khẩu hiệu "Sắc đẹp vì một mục tiêu" (Beauty for a Cause). Các phần thi trong khuôn khổ cuộc thi bao gồm phần thi áo tắm, phần thi trang phục dạ hội và các cuộc thi tài năng, nhưng quan trọng hơn cuộc thi yêu cầu thí sinh có kiến thức rộng về sinh thái và môi trường trong phần phỏng vấn. Người đăng quang danh hiệu Hoa hậu Trái Đất sẽ làm người phát ngôn cho Quỹ Hoa hậu Trái Đất, Chương trình Môi trường Liên Hợp Quốc (UNEP) và các tổ chức môi trường khác.
Sau phần thi áo tắm và trang phục dạ hội của Top 10, 4 người đẹp nhất của cuộc thi được công bố. Trong phần thi ứng xử, họ được xem những bức tranh về thiên nhiên và phải miêu tả, nêu cảm nghĩ về chúng. Cuối buổi đêm chung kết, Stucan giành được danh hiệu Hoa hậu Lửa, tương đương với Á hậu 3. Vương miện Hoa hậu Trái Đất đã thuộc về thí sinh Catharina Svensson đến từ Đan Mạch. Cuộc thi có sự tham gia của 42 thí sinh đại diện cho các quốc gia và vùng lãnh thổ khác nhau trên thế giới.

## liên kết ngoài
- Trang web chính thức của Hoa hậu Trái Đất
- Trang web của Hoa hậu Trái Đất